# Wurfzabel

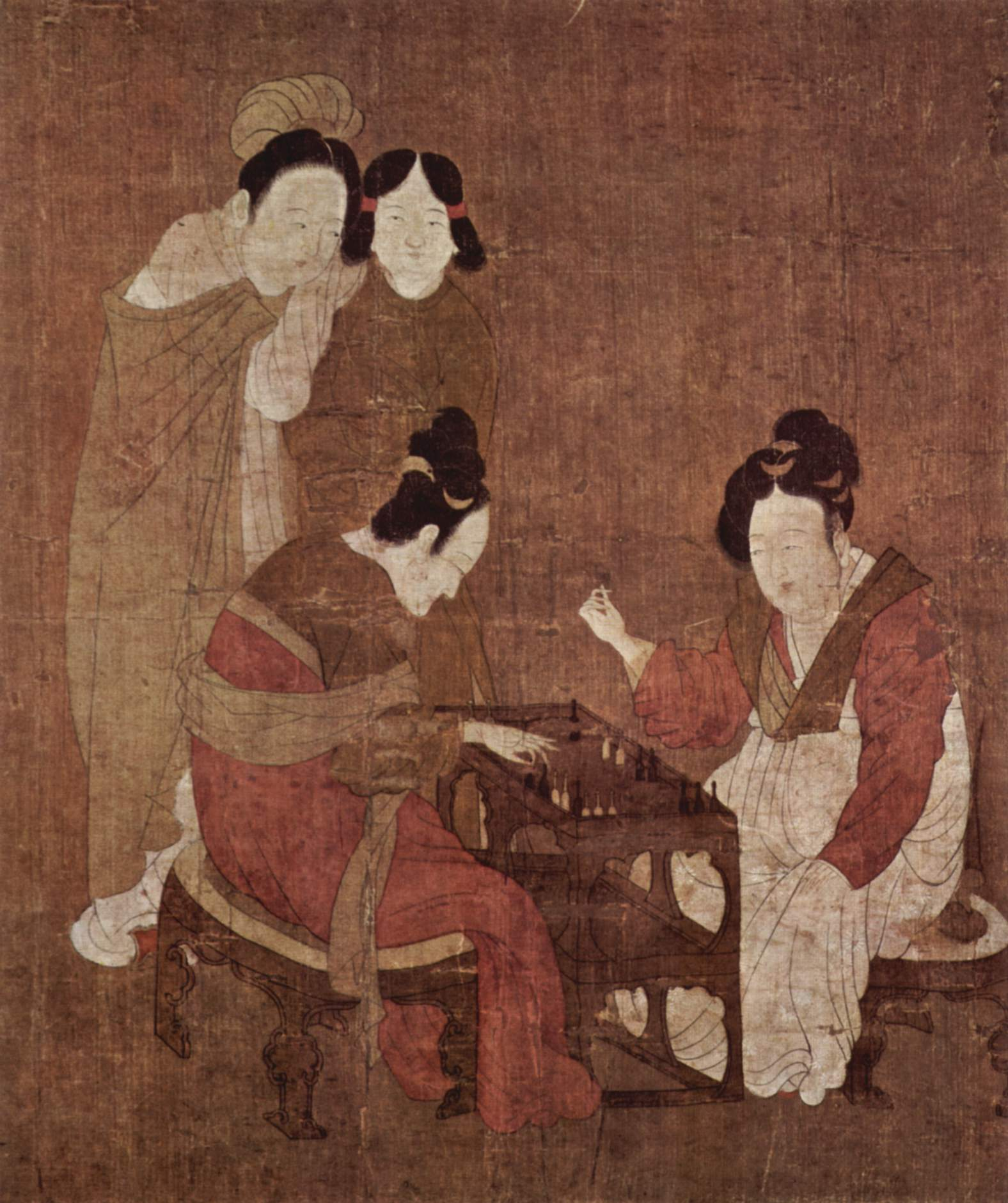
Damen beim Trictrac-Spiel
(China, Tang-Dynastie, 8. Jahrhundert)

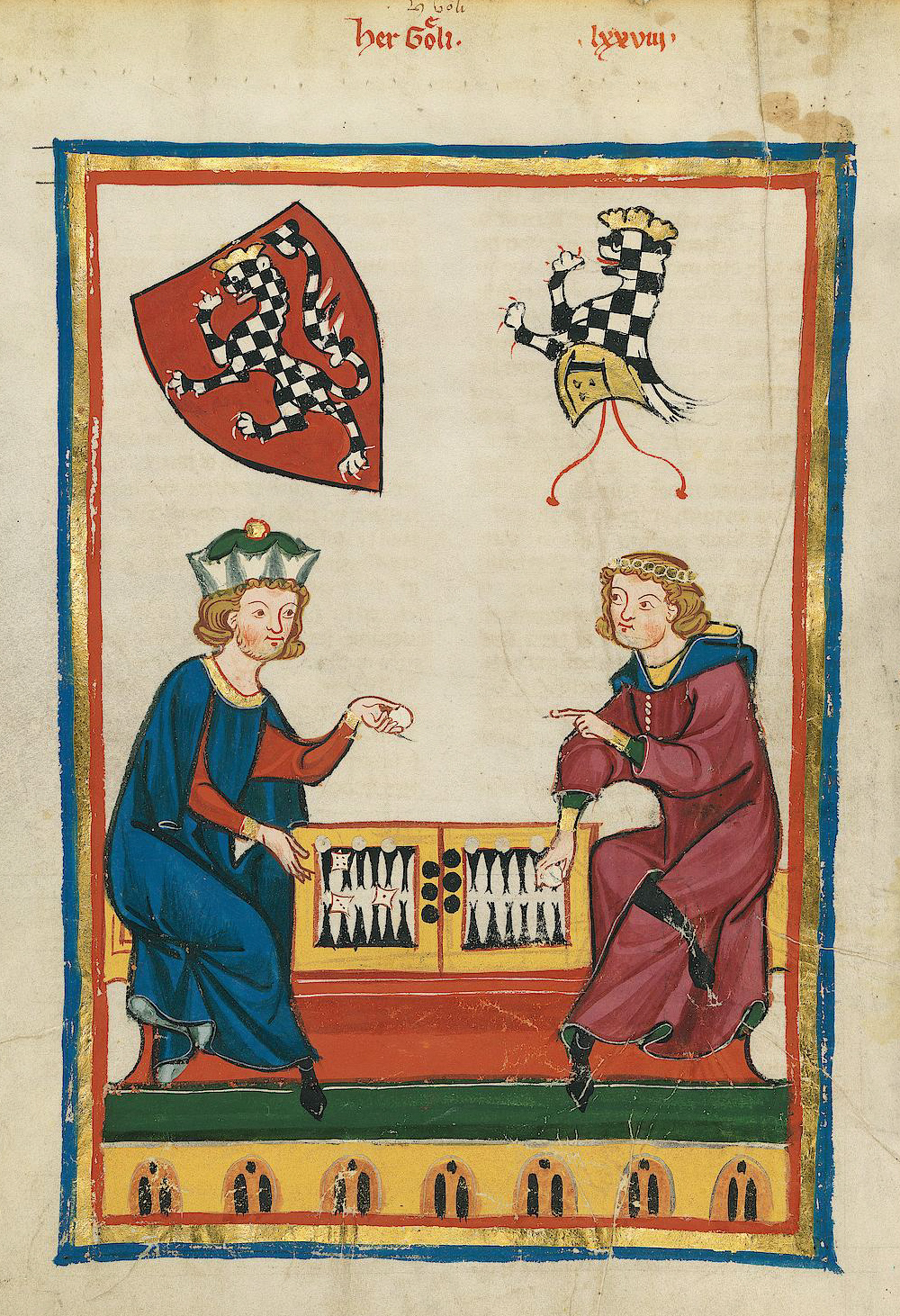
Wurfzabelspieler (14. Jahrhundert), Codex Manesse

Wurfzabel (auch Trictrac/Tricktrack oder Puff) ist ein mittelalterliches Würfelbrettspiel. Es gab verschiedene Regelvarianten; heute wird in West- und Mittel-Europa meist die moderne Version Backgammon gespielt. 
Das alte Wort Zabel bedeutet „Spielbrett“ und geht wie das Wort Tafel auf lateinisch tabula „Brett“, „Tafel“ zurück. Die Bezeichnung Puff ahmt ursprünglich das Geräusch der fallenden Würfel nach. Der Vulgärausdruck für Freudenhaus geht wiederum auf den Namen des Spieles zurück, das in diesen Häusern früher gespielt wurde – man ging also zum Spielen, „zum Puff“.

## Geschichte
Das mittelalterliche Wurfzabel hat antike Vorläufer. Die Römer kannten verwandte Spiele unter der Bezeichnung Ludus duodecim scriptorum („Zwölflinienspiel“), Alea oder Tabula.
Um 1180 werden Tische für Wurfzabel erstmals im deutschsprachigen Raum erwähnt. Mitte des 15. Jahrhunderts verzeichnete man, dass neben Schach auch Wurfzabelbretter in den meisten Adelshäusern zu finden waren.

## Regeln
Verschiedene Spielregeln aus dem 13. Jahrhundert sind im Libro de los juegos („Buch der Spiele“) Alfons des Weisen zu finden. Im Gegensatz zum Backgammon und dessen zahlreichen Varianten werden beim Puff oder Wurfzabel alle Spielsteine zunächst auf das Brett eingewürfelt. Es wird grundsätzlich immer die kleinere Augenzahl der beiden Würfel gezogen. Ist dies nicht möglich (durch eine Blockade), ist der Gegner am Zug. Nach einem Pasch werden zunächst viermal der gewürfelte Pasch (zum Beispiel 4 × 2) gezogen und danach der gegenüberliegende Pasch (zum Beispiel 4 × 5) ebenfalls viermal gezogen. Kann der Pasch nicht ganz zu Ende gezogen werden, ist der Gegenspieler wieder mit dem Würfeln an der Reihe. Es folgt noch ein zusätzlicher Wurf.
Sonderregeln gibt es außerdem, wenn ein Spieler zwölf Punkte gewinnt, ohne dass sein Gegner dazwischen überhaupt punktet (Bredouille).
Es gibt zwei Hauptvarianten:
- Beim Konträrzabel oder  Gegenpuff beginnt der eine Spieler auf Feld 1 und sein Kontrahent auf Feld 12a bzw. 24. Sie spielen gegenläufig um das Spielbrett; der eine spielt im Uhrzeigersinn, der andere gegen den Uhrzeigersinn.[6]
- Beim Langzabel oder Langen Puff beginnen beide Spieler auf Feld 1 und fahren von dort zu Feld 12 bzw. 24. Sie spielen gleichläufig und zwar beide gegen den Uhrzeigersinn.[6]

Im Schwarzwald hat sich das Lange Puff bis heute unter dem Namen Brettle erhalten und wird rund um Furtwangen wieder gefördert.

## Andere Varianten

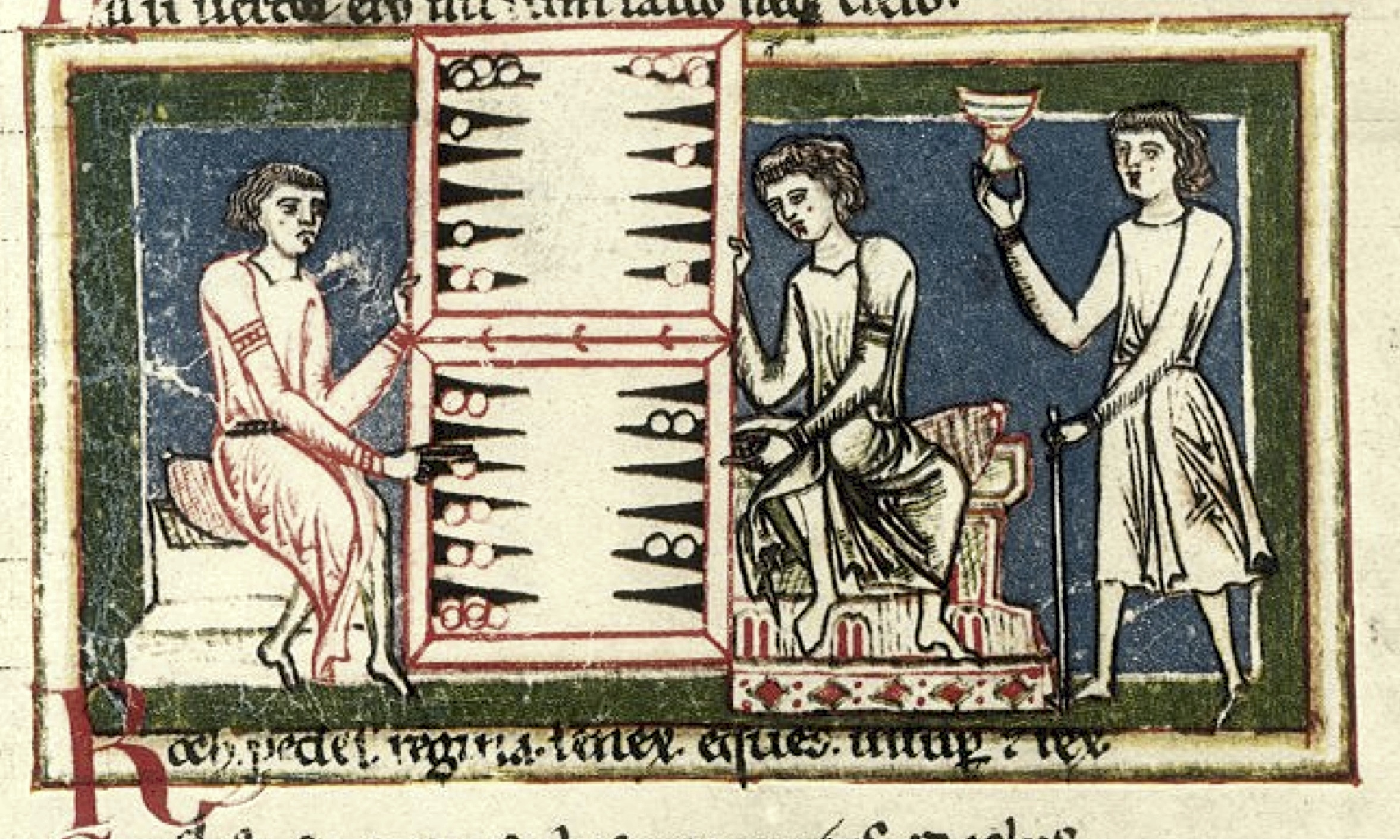
Wurfzabelspieler (13. Jahrhundert), Codex Buranus

- Beim Russischen Puff kann der Spieler, sobald er zwei Steine im Feld hat, wählen, ob er mit diesen weiterziehen möchte oder weitere Steine einsetzen will.
- Beim Holländischen Puff darf kein Spieler einen gegnerischen Stein schlagen, bevor er einen eigenen Stein auf die letzte Zacke des gegnerischen Einsatzfeldes gezogen hat.
- Kotra oder Kvátrutafl ist eine altisländische Spielart des Wurfzabels.
- Tric Trac ist eine französische Variante, die sich im 16. Jahrhundert in Europa verbreitete.
- Backgammon ist eine moderne Variante des Wurfzabels

## Redewendungen
Die Redewendung „bei jemandem einen Stein im Brett haben“ als Synonym für „große Sympathie bei jemandem haben“ geht auf das Wurfzabelspiel zurück. Bei dem Spiel kommt es darauf an, seine Steine gut zu platzieren. Wem dies gelang, hatte also Aussicht auf Gewinn und Erfolg.
Vermutlich geht auch der aus dem Französischen stammende Ausdruck Bredouille auf das Spiel zurück (siehe dort).